# Plegaderus vulneratus
Plegaderus vulneratus är en skalbaggsart som först beskrevs av Georg Wolfgang Franz Panzer 1797.  Plegaderus vulneratus ingår i släktet Plegaderus och familjen stumpbaggar. Arten är reproducerande i Sverige. Inga underarter finns listade i Catalogue of Life.